# 曹遵
曹 遵（そう じゅん、生没年不詳）は、中国後漢末期の人物。豫州沛国礁県の出身。
同族の曹真、同郷の朱讃と共に曹操に仕えていたが、朱讃ともども若死した。曹真はこれを悼み、自らの食邑を2人の子に分け与えることを願い出た。勅許され2人の子はそれぞれ、関内侯と食邑百戸を授けられた。

## 三国志演義
羅貫中の小説『三国志演義』では、正史『三国志』とは異なり、魏の時代に曹真の族弟として登場し、蜀漢の諸葛亮の北伐を迎撃する。曹真の指示を受け、初戦は蜀漢の本陣に奇襲を掛けるが、諸葛亮には見透かされており、四方八方から攻撃を受けて敗走（第93回）。その後、撤退の動きを見せた蜀軍を追撃していたところ、魏延の奇襲を受け、斬殺された（第94回）。